# 天津市地下铁道集团
天津市地下铁道集团有限公司是中国天津的一个城市轨道交通运营公司，作为天津市人民政府批准设立的大型国有企业，公司前身为于2000年9月1日成立的天津市地下铁道总公司。2008年11月11日，天津市地下铁道总公司改制为天津市地下铁道集团有限公司，公司注册资本为71.86亿元人民币，公司出资的控股方为天津城市基础设施建设投资集团有限公司。2014年，公司改為天津軌道交通集團的全資附屬公司，而天津城市基础设施建设投资集团仍通過軌道交通集團持有地鐵股權。

## 公司概况
2000年9月1日，经天津市人民政府批准，天津市市政工程局组建的天津市地下铁道总公司成立。2000年10月31日，天津市地下铁道总公司在天津市工商行政管理局登记注册并取得企业法人资格，正式成为天津市的一家国有独资公司。
经市天津市工商行政管理局核定，天津地铁总公司经营范围包括：组织和管理天津市轨道交通城市轨道交通的项目规划、开发、建设、设计、监理、运营、投资融资、建设管理、技术咨询、技术服务以及房地产开发、市政工程及工程前期服务和建材生产与销售服务等职能。天津市地下铁道集团有限公司现有员工三千余人，下设四部二室，其中包括：财务部、经济管理部、经营开发部、运营设备部、综合办公室和总工办公室。
天津市地下铁道运营有限公司、天津地铁建设发展有限公司、天津地铁资源投资有限公司等十四家子公司。2006年6月12日，天津市地下铁道集团有限公司投资78.67亿元人民币建设的天津地铁一号线通车试运营。目前，天津地铁二号线、天津地铁三号线正在施工建设，计划于2011年至2012年期间建成试运营。届时，天津市地下铁道集团有限公司经营的这三条线路通车里程将达到78.52公里。目前，天津地铁五号线和天津地铁六号线的的拆迁征地工作已全面开始，并计划于2015年末通车运营，天津地铁四号线、天津地铁七号线和天津地铁十号线等多条线路也在规划中，预计天津市地下铁道集团有限公司经营总长度达到234公里。

## 事件
天津地铁腐败案是2008年原天津市地下铁道总公司党委书记王春清向中共中央纪律检查委员会检举地铁公司总经理高怀志涉嫌贪污腐败后，高怀志在被中纪委“双规”期间又检举了王春清涉嫌贪污腐败的一起贪腐高官互相举报最终导致双双“落马”并被捕的戏剧性腐败大案。此案被业内人士称之为天津地铁系统的“一号腐败大案”。因为此案件导火索是领导干部“狗咬狗”式的举报，又牵扯出省部级官员的情妇、“干女儿”且涉案金额重大，引发了社会的广泛讨论与关注。

## 负责线路

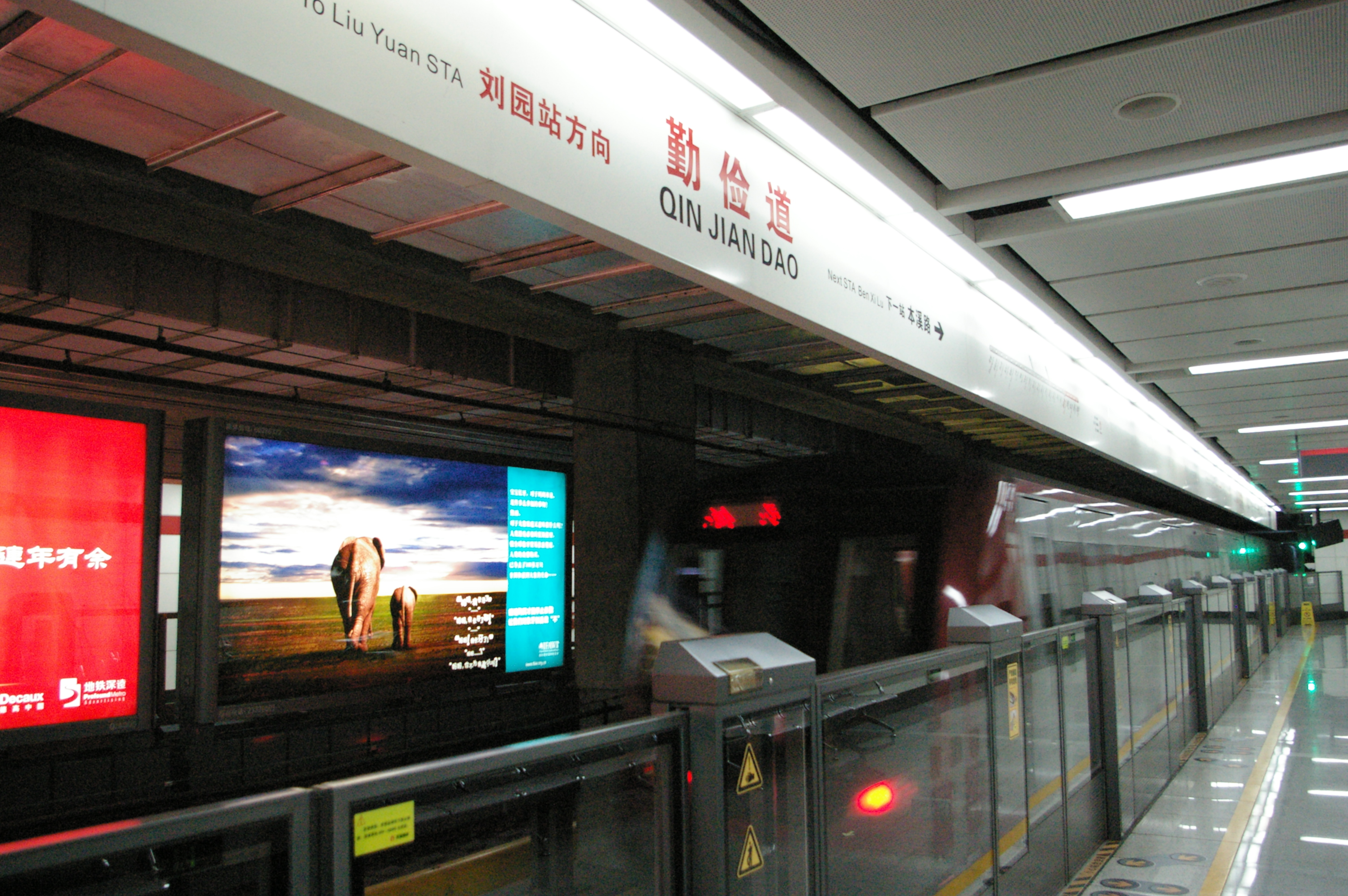
天津地铁一号线勤俭道站

- 天津地铁1号线（运营中）
- 天津地铁2号线（运营中）
- 天津地铁3号线（运营中）
- 天津地铁6号线（运营中）

## 负责物业
- 格调春天项目
- 西南角鼎福大厦项目
- 环球置地广场项目
- 丁字沽三号路项目[6]

## 请参阅
- 天津市
- 天津交通
- 天津轨道交通
- 天津地铁1号线